# Coolangubra
Coolangubra fue un trío musical australiano formado por Cleis Pearce (violín y viola eléctrica), Stephen Berry (guitarra acústica) y Greg Sheehan (percusión). El nombre del grupo fue tomado de la reserva natural homónima en los espacios boscosos de Nueva Gales del Sur. Editaron tres álbumes en la década de 1990: Spirit Talk, Storm Coming y Coolangubra.

## Componentes
- Cleis (Claes) Pearce, violinista australiana iniciada en montajes de danza y poesía, entró en el mercado musical con la Mackenzie Theory, banda de jazz rock creada en septiembre de 1971 in Melbourne y disuelta en mayo de 1974. Dos años después tocó con la Kanguru raga rock band en el álbum Dreaming (1976), y ya en los ochenta con Cathie O'Sullivan en el álbum "High Places" (1983). Durante la década de 1980 ha integrado o formado parte de bandas con Richard Clapton, Gyan Evans, Michael Leunig, Goodbye Tiger, Dark Spaces, Yuval Ashkar y Coolangubra, entre otros.[5]

- Stephen Berry, maestro de bluegrass, ingeniero de sonido y guitarrista australiano, miembro del trío Coolangubra y la Byron Digital Recording Co.[6]
- Greg Sheehan, imaginativo percusionista, integrante o colaborador en bandas como Avenue, Circle Of Rhythm, Coolangubra, Fats, Frog Hollow, Mackenzie Theory, Mark Simmonds Freeboppers, Monica And The Moochers.[7]
- Steve Elphick, colaborador ocasional, bajista y efectos vocales.

## Discografía
Álbumes de estudio
- Spirit Talk (1996)
- Storm coming (1993)
- Coolangubra (álbum) (1994)